# Тертер (река)
Терте́р (азерб. Tərtər) — река в Азербайджане, правый приток Куры. Берёт начало и в верховьях протекает по Карабахскому нагорью (северо-восточная часть Армянского нагорья), в низовьях — по Кура-Араксинской низменности, где пересекается Карабахским каналом. 

## История
Средневековое армянское название реки — Трту. Река Тертер являлась одной из трёх главных рек исторической области Арцах.  
В городе Барда на реке расположен мост VI—VII вв.

## Общие сведения
Длина реки — 184 км. Площадь водосборного бассейна — 2650 км². Средний расход воды в 58 км от устья — 22,9 м³/с.
Исток реки находится на стыке двух хребтов — Сюникского и Михтукянд. Пробив путь в вулканогенных толщах, течёт в верхнем и среднем течении по каньону или широкому лесному ущелью. После выхода из гор — по засушливой Карабахской степи до впадения в Куру.
Притоки Тертера: Левчай, Тутгун, Тоурагачай, Пуртагагет
Тертер является крупнейшей рекой на территории Карабаха. На ней построено Сарсангское водохранилище и крупнейшая ГЭС Карабаха — Сарсангская.
2 сентября 2024 года на реке введена в строй ГЭС «Юхары Венг» мощностью 22,5 МВт. Построены гидротехнические устройства, предотвращающие попадание речных рыб в деривационный трубопровод.

## Галерея
- Старый мост. Город Барда
- ГЭС «Юхары Венг»
- ГЭС «Юхары Венг»